# Grüneberg (Gesetzeskommentar)
Der Grüneberg (bis zur 80. Auflage 2021 Palandt) ist ein Kurzkommentar zum Bürgerlichen Gesetzbuch (BGB) und einigen Nebengesetzen, benannt nach dem Richter am Bundesgerichtshof Christian Grüneberg. Der erstmals 1938 und in aktualisierter Auflage zwischen 1949 und 2021 unter dem Namen „Palandt“ veröffentlichte, jährlich erscheinende Kommentar zählt zu den wichtigsten Standardwerken der deutschen Rechtswissenschaft und zum ständigen Handwerkszeug fast aller Juristen im Zivilrecht.
Verlegt wird der Grüneberg im Verlag C. H. Beck als 7. Band in der Beck’schen Kurzkommentar-Reihe. In wissenschaftlich umstrittenen Einzelfragen beschränkt sich der Grüneberg oft auf die Wiedergabe der Rechtsprechung und der herrschenden Meinung, was seinem primären Einsatzzweck als einbändiges Handbuch für Praktiker Rechnung trägt. Der Grüneberg ermöglicht den schnellen Einblick in das jeweils interessierende Rechtsgebiet, ist sehr aktuell und inhaltlich breit angelegt. Andererseits bietet er als Kurzkommentar auf Grund seines begrenzten Umfangs nur ein Mindestmaß an Information, weshalb er häufig lediglich für den Einstieg in eine Falllösung ausreicht. Neben seiner Popularität auf Grund der weiten Verbreitung gilt er als Grundstein im Rahmen der Juristenausbildung und ist in den meisten Bundesländern als Hilfsmittel im zweiten juristischen Staatsexamen zugelassen.
Der Verlag C.H. Beck hat den zuvor nach Otto Palandt benannten „Palandt“ mit der im Dezember 2021 erschienenen 81. Auflage in „Grüneberg“ umbenannt. Neuer Namensgeber ist der Koordinator der Autoren, der Richter am Bundesgerichtshof Christian Grüneberg.
Im Dezember 2024 brachte der Verlag C.H. Beck in Kooperation mit einem Softwareunternehmen, der LDA Legal Data Analytics GmbH mit Sitz in München, eine KI-Version zum „Grüneberg“ heraus. Die KI-Version ist als sogennanter Chat-Book „Frag den Grüneberg“ am Markt erhältlich und stellt eine auf großen Sprachmodellen beruhende Version des Werks dar. Fragen sowie komplette Dialoge können in natürlicher Sprache formuliert werden. „Frag den Grüneberg“ generiert daraufhin eine Antwort aufgrund des Werksinhalts. „Frag den Grüneberg“ erhielt 2025 den Sonderpreis „Innovative Content Lösung“ der Deutschen Fachpresse.

## Sprachgebrauch
Um möglichst viel Information in nur einem Band unterbringen zu können, bedient sich der Kommentar seit jeher einer Kodierung, die fast jedem längeren Wort eine Abkürzung zuweist. Trotzdem hat die 82. Auflage einen Umfang von 3270 Seiten im Dünndruck.
Beispiel
Abgekürzte Formulierung:

„Formzwang. Er ergreift grdsätzl jede Änderg u jede Verlängerg des MietVertr, wenn der Vertr (unter Einschl der Änd) noch länger als ein J laufen soll (hM), […]“

Ausgeschriebene Formulierung:

„Der Formzwang ergreift grundsätzlich jede Änderung und jede Verlängerung des Mietvertrags, wenn der Vertrag (unter Einschluss der Änderungen) noch länger als ein Jahr laufen soll (so die herrschende Meinung), […]“

Die Abkürzung gängiger Begriffe ist auch in anderen Kurzkommentaren üblich. Die Besonderheit beim Grüneberg ist jedoch die Menge der Abkürzungen. Beim Zitieren entsprechender Passagen wird üblicherweise die ausgeschriebene Formulierung verwendet.

## Entstehungsgeschichte

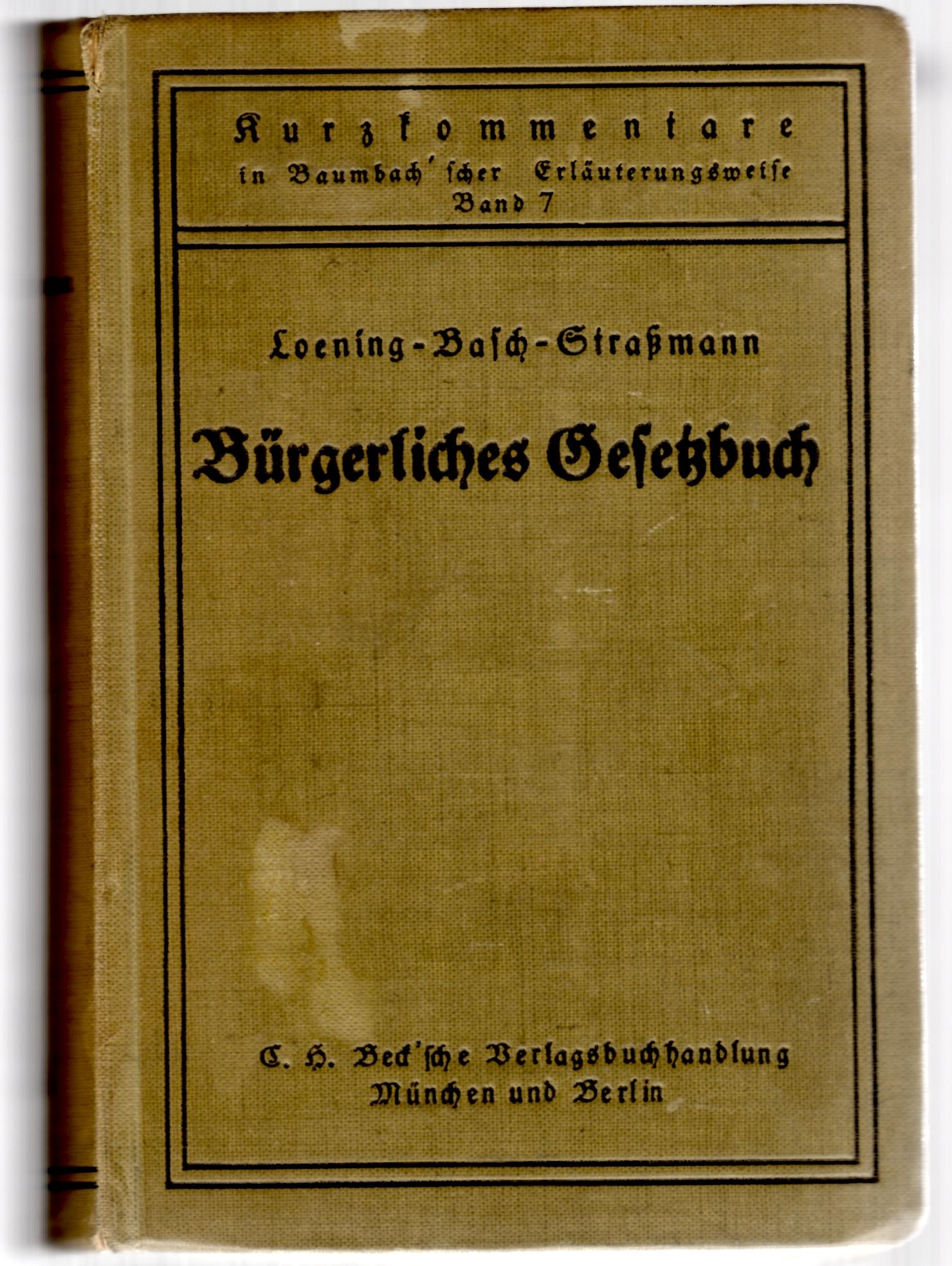
Vorgänger des Palandt in der Reihe Kurzkommentare, Band 7, BGB, Loening – Basch – Straßmann, bereits vom Verlag C.H.Beck übernommen, ca. ab 1933 (innen: Ausgabe Verlag Otto Liebmann 1931).

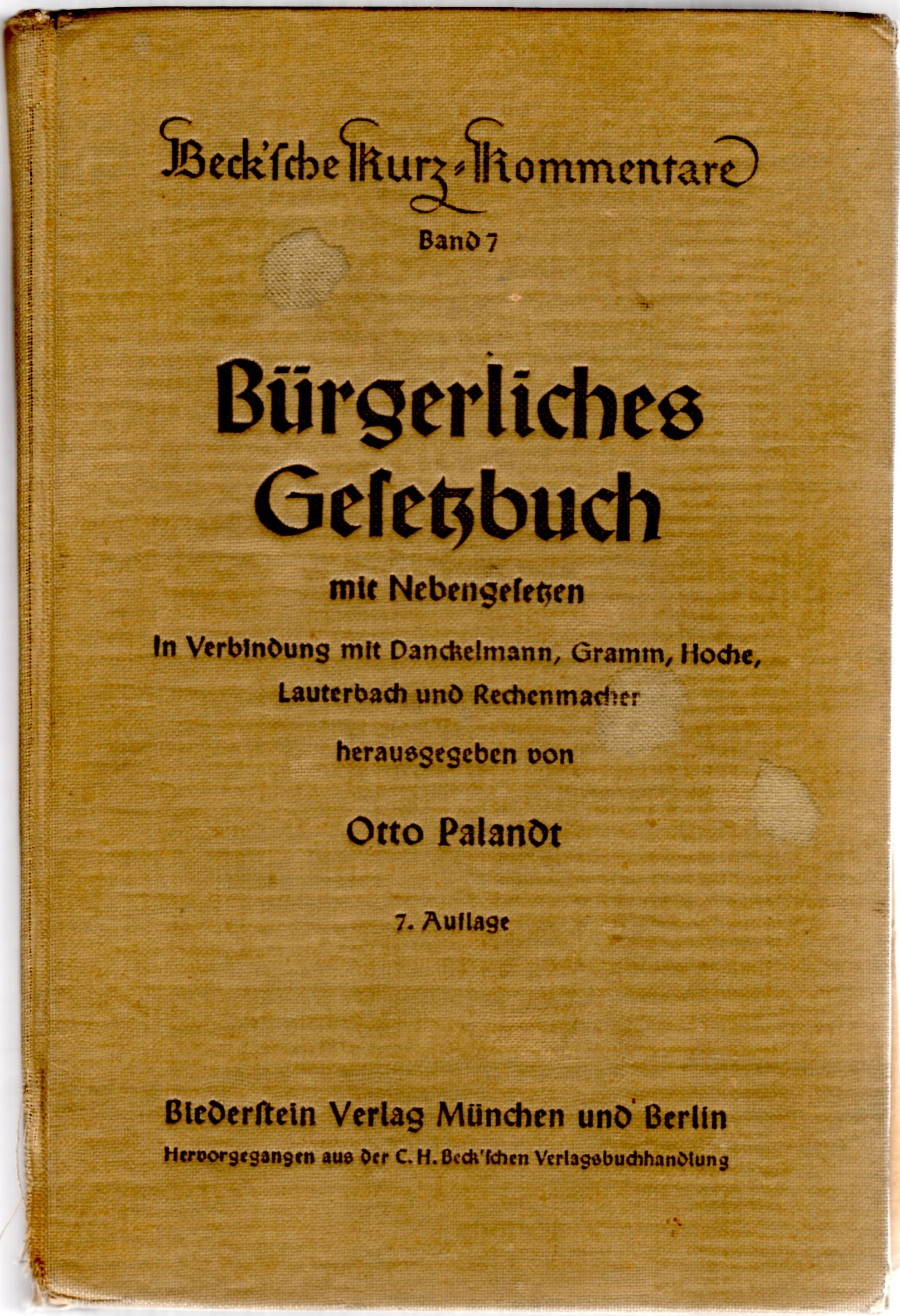
Palandt, BGB, Beck’sche Kurzkommentare Band 7, 7. Auflage 1949

Das Werk entstand in der Zeit der NS-Diktatur. Die Beck’schen Kurz-Kommentare basieren auf den vom Verleger Otto Liebmann begründeten Liebmann’schen Taschen- bzw. Kurz-Kommentaren. Band 7 zum BGB stammt von drei Berliner Richtern: Otto Loening, Landgerichtsdirektor, sowie James Basch und Ernst Straßmann, beide Landgerichtsräte. Liebmann, der jüdischer Herkunft war, war nach der Machtübernahme der Nationalsozialisten zur Aufgabe seines Verlags gezwungen und verkaufte diesen  und damit auch die Reihe „Kurz-Kommentare“  im Dezember 1933 an C.H. Beck.
C.H. Beck setzte an die Stelle des früheren BGB-Kommentars ein neues Werk aus der Feder von acht Autoren. Kurz vor Veröffentlichung verstarb 1938 bei einem Autounfall der vom Beck-Verlag als Herausgeber vorgesehene Gustav Wilke, persönlicher Referent Franz Schlegelbergers. Ihn ersetzte Otto Palandt, Präsident des Reichsjustizprüfungsamtes und Mitglied der Akademie für Deutsches Recht, der zu dem nach ihm benannten Werk in den ersten zehn Auflagen die Einleitung verfasste und die Generalredaktion übernahm. Die erste Auflage, die im Jahr 1939 in 5.000 Exemplaren erschien, verbuchte „einen in der Geschichte des juristischen Verlagsbuchhandels einzig dastehende[n] Erfolg.“ Die zweite Auflage folgte noch im selben Jahr.
Nach 1945 wurde der Palandt konzeptionell unverändert und ohne größere personelle Brüche weitergeführt; von der NS-Ideologie geprägte Passagen wurden in den ersten Nachkriegsauflagen korrigiert. So wurden in der 4. Auflage von 1941 in der Vorbemerkung zu der gemäß § 1 BGB gewährten Rechtsfähigkeit Einschränkungen derselben gemäß

„nat=soz Rechtsauffassung von der Verschiedenheit der Menschen (insbes ihrer erbbiologischen Verschiedenh, Rasse, Erbgesundheit)“

begründet. Noch in der 7. Auflage (Erste Nachkriegsauflage von 1949) bleibt die Vorbemerkung vor § 1 BGB weitgehend wortgleich, es gibt aber in der Begründung keinen Verweis mehr auf den Nationalsozialismus:

„[…] gewisse Rechtsstellungen setzen ein bestimmtes Geschlecht, ein gewisses Alter, früher auch z. B. die Zugehörigkeit zu einer Zunft […] voraus.“

Am Namen hielt der Verlag trotz Kritik lange fest. Ab 2018 wurde in einem Vorwort über den Namensgeber sowie dessen nationalsozialistische Vergangenheit und seine von dieser Ideologie geprägten Auffassungen informiert. Ab der 81. Auflage 2022 erscheint der Kommentar nun unter dem Namen des aktuell für die Koordination zuständigen Autors, Christian Grüneberg. Auch andere Werke aus dem Verlag, wie die Gesetzessammlung „Habersack“ (ehemals Schönfelder) und der Grundgesetzkommentar „Dürig/Herzog/Scholz“ (ehemals Maunz/Dürig) wurden umbenannt.

## Inhalt
- Bürgerliches Gesetzbuch (BGB)
- Einführungsgesetz zum Bürgerlichen Gesetzbuche (EGBGB) [Auszug]
- Allgemeines Gleichbehandlungsgesetz (AGG) [Auszug]
- Wohn- und Betreuungsvertragsgesetz (WBVG)
- Unterlassungsklagengesetz (UKlaG) (nur noch online auf der Grüneberg-Homepage)
- Produkthaftungsgesetz (ProdHaftG)
- Erbbaurechtsgesetz (ErbbauRG)
- Wohnungseigentumsgesetz (WEG)
- Versorgungsausgleichsgesetz (VersAusglG)
- Lebenspartnerschaftsgesetz (LPartG) (nur noch online auf der Grüneberg-Homepage)
- Gewaltschutzgesetz (GewSchG)

## Bearbeiter (Autoren)
Aktuelle Bearbeiter:
- Jürgen Ellenberger (seit 67. Aufl.)
- Isabell Götz (seit 72. Aufl.)
- Christian Grüneberg (seit 65. Aufl.)
- Sebastian Herrler (seit 76. Aufl.)
- Renata von Pückler (seit 80. Aufl.)
- Björn Retzlaff (seit 80. Aufl.)
- Walther Siede (seit 80. Aufl.)
- Hartwig Sprau (seit 57. Aufl.)
- Karsten Thorn (seit 68. Aufl.)
- Walter Weidenkaff (seit 60. Aufl.)
- Dietmar Weidlich (seit 70. Aufl.)
- Hartmut Wicke (seit 76. Aufl.)

Ausgeschiedene Bearbeiter:
- Otto Palandt (1.–10. Aufl.)
- Peter Bassenge (35.–75. Aufl.)
- Gerd Brudermüller (59.–79. Aufl.)
- Kurt Bunge (1. und 2. Aufl.)
- Bernhard Danckelmann (1.–36. Aufl.)
- Max Degenhart (27.–34. Aufl.)
- Uwe Diederichsen (33.–71. Aufl.)
- Wolfgang Edenhofer (41.–69. Aufl.)
- Johannes Friesecke (1.–6. Aufl.)
- Hans Gramm (7.–27. Aufl.)
- Helmut Heinrichs (28.–68. Aufl.)
- Andreas Heldrich (33.–67. Aufl.)
- Fritz Henke (1.–6. Aufl.)
- Ulrich Hoche (1., 2., 5.–26. Aufl.)
- Theodor Keidel (20.–42. Aufl.)
- Wolfgang Lauterbach (1.–32. Aufl.)
- Eberhard Pinzger (1.–6. Aufl.)
- Hans Putzo (28.–65. Aufl.)
- Heinz Radtke (1.–6. Aufl.)
- Ludwig Rechenmacher (7.–19. Aufl.)
- Claus Seibert (1.–6. Aufl.)
- Heinz Thomas (28.–62. Aufl.)

## Initiative zur Umbenennung

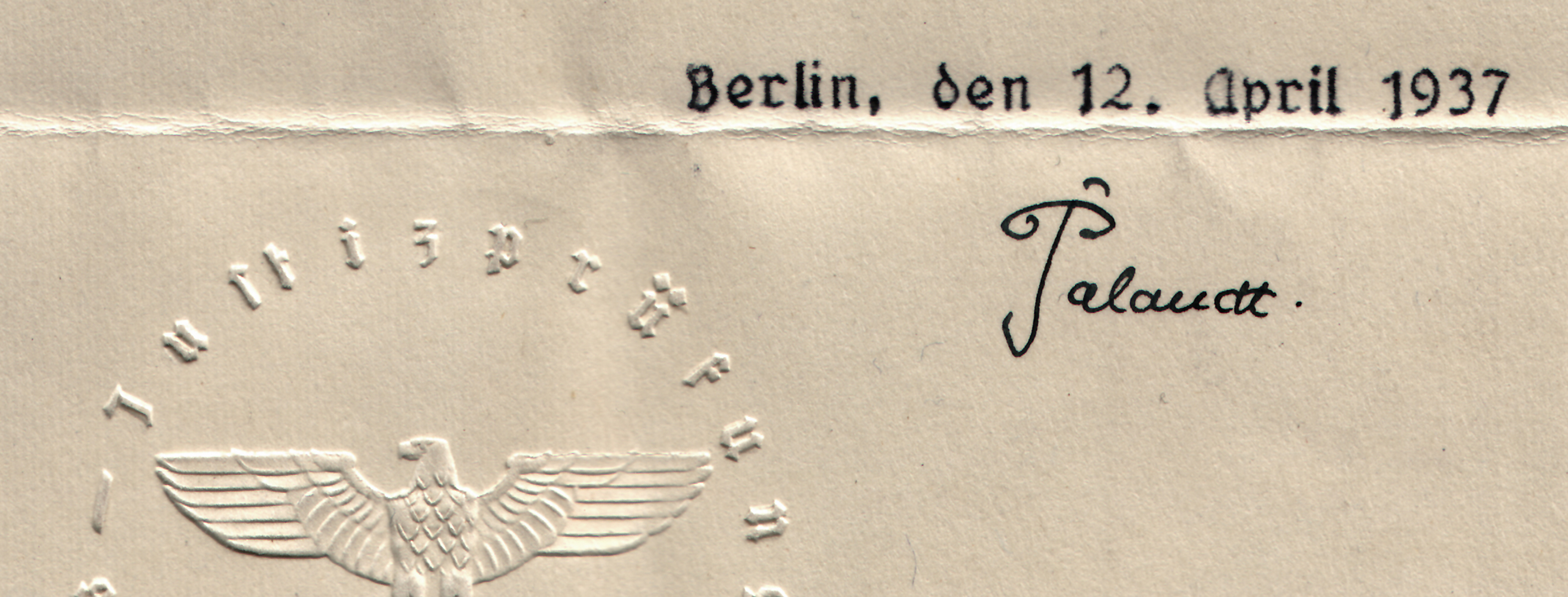
Reichsjustizprüfungsamt – Urkunde und Unterschrift von Otto Palandt – Berlin 12. April 1937

Die Benennung des Gesetzeskommentars nach dem NS-Juristen Palandt wurde von der Initiative Palandt Umbenennen seit Mitte 2017 kritisiert. Sie forderte, den Titel des Werks zu ändern. Als alternative Namensgeber wurden unter anderem Otto Liebmann als Herausgeber des ursprünglichen Kurzkommentars sowie Otto Loening, James Basch und Ernst Straßmann als anfängliche Mitverfasser vorgeschlagen.
In Reaktion auf die Einwände stellt der Beck-Verlag seit der 77. Auflage (2018) dem Verzeichnis der ausgeschiedenen Bearbeiter einen Hinweis auf den kritischen Diskurs über die Person Otto Palandt und dessen Propagierung einer Interpretation des BGB im Sinne des Nationalsozialismus voran. Die Homepage zum Palandt enthält darüber hinaus eine Literaturliste auch mit kritischen Beiträgen zu den Anfängen des Palandts. Nachdem der Verlag zunächst am Namen des Kommentars festgehalten hatte, wurde zur 81. Auflage eine Änderung des Namens in Grüneberg angekündigt.
Nachdem der rechtspolitische Sprecher der SPD-Bundestagsfraktion im Oktober 2018 ankündigte, den Rechtsausschuss des Deutschen Bundestages mit dem Problem befassen zu wollen, forderten die grünen Justizminister von Hamburg, Thüringen und Berlin vom Beck-Verlag die Umbenennung.
Der Arbeitskreis Kritischer Jurist*innen (AKJ) an der Ludwig-Maximilians-Universität München hat Anfang 2020 nach Erscheinen der 78. Auflage verstärkt die Streichung von Palandts Namen als Herausgeber des Standardwerks gefordert. Anfang 2020 machten die AKJ-Aktivisten in München auf das Problem aufmerksam und versahen mehrere Exemplare des BGB-Kommentars in der Bibliothek mit einem alternativen Umschlag. Auf ihm wurde Otto Liebmann als Herausgeber genannt.
Ähnliche Kritik gab es an der Benennung des Schönfelders und dem Grundgesetzkommentar Maunz/Dürig, der den Namen des Staatsrechtlers Theodor Maunz trägt. Er trat 1964 nach Bekanntwerden seiner NS-Vergangenheit als bayerischer Kultusminister zurück, veröffentlichte aber bis zu seinem Tod 1993 unter Pseudonym Artikel in der rechtsextremen Nationalzeitung.
Nach einer Anfrage durch den rechtspolitischen Sprecher der Grünen-Fraktion im Bayerischen Landtag Toni Schuberl, in der er die besondere Verantwortung der bayerischen Staatsregierung aufgrund ihrer Benennung des Palandt und des Schönfelder als Hilfsmittel im juristischen Staatsexamen aufzeigte, startete der bayerische Justizminister Georg Eisenreich eine weitere Initiative, die letztlich zum Erfolg führte.
Im Jahr 2021 kündigte der Verlag gleichzeitig mit der Umbenennung des Palandts auch eine Umbenennung des Schönfelders in Habersack und des Maunz/Dürig in Dürig/Herzog/Scholz an.

## Ausgaben
- Christian Grüneberg: Bürgerliches Gesetzbuch mit Nebengesetzen, 84., neubearbeitete Auflage,                                                C.H. Beck, München 2025, ISBN 978-3-406-83200-0.